# Нестеренко, Леонид Лаврентьевич
Леонид Лаврентьевич Нестеренко (1910 — 1987) — химик-технолог, доктор технических наук (1953), профессор (1953), инженер-майор.

## Биография
Родился в семье слесаря, меднокотельщика Луганского паровозного завода, члена РСДРП(б), затем комиссара бригады бронепоездов Лаврентия Митрофановича Нестеренко. Вместе с отцом был на фронтах Гражданской войны и до 12 лет в школе не учился. С 1920 по 1928 проживал в семье его соратника К. Е. Ворошилова. Окончил рабочий факультет и поступил в 1929 в Харьковский технологический институт, окончил в 1934. Работал инженером на строительстве коксохимического завода в Мариуполе. Аспирант, доцент кафедры пирогенетических производств ХХТИ с 1939. С началом Великой Отечественной войны пошёл в народное ополчение, затем направлен в истребительный батальон Киевского района Харькова. В сентябре 1941 мобилизован в РККА и всю войну служил в действующей армии в войсках Юго-Западного, Сталинградского, Южного и 4-го Украинского фронтов начальником штаба, затем командиром 76-го отдельного батальона химической защиты. При обороне Сталинграда командовал задымлением центральной переправы через Волгу, при этом на вверенном ему участке не было ни одного попадания авиационных бомб противника в переправляющиеся самоходные баржи и катера. До конца войны был помощником начальника химического отдела 4-го Украинского фронта. Участвовал в освобождении Польши, Чехословакии, Румынии. Участвовал в организации Бомбейского технологического института, в котором читал лекции по углехимии и технологии производства электродов. В 1953–1956 профессор кафедры химической технологии топлива Харьковского политехнического института. В 1956–1958 являлся экспертом ЮНЕСКО (ООН) по химической технологии топлива. С 1961 по 1963 проректор по научной работе в ХПИ. С 1963 до 1975 профессор кафедры технологии топлива. В 1961 читал лекции по химии углей в Шеффилдском университете, а в 1975 во Вроцлавском политехническом институте и Краковской горно-металлургической академии. Член научного совета по проблеме «Новые процессы в коксохимической промышленности» при Государственном комитете Совета министров СССР, научного совета по химии ископаемого твёрдого топлива при АН СССР, секции по химии твёрдых горючих ископаемых при АН СССР.

## Публикации
Автор свыше 100 печатных работ. Ответственный редактор «Вестника» научных трудов химических факультетов ХПИ, член редакционной коллегии журнала Академии наук СССР «Химия твёрдого топлива».
- Аронов С. Г., Нестеренко Л. Л. Химия твёрдых горючих ископаемых. Изд-во ХГУ, 1960.
- Нестеренко Л. Л., Бирюков Ю. В., Лебедев В. А. Основы химии и физики горючих ископаемых. Высшая школа, 1987.